# Copa del Rey de baloncesto 1978
La Copa del Rey de baloncesto 1978 fue la número 42.º, donde su final se disputó en el Palacio de Deportes de Zaragoza de Zaragoza el 5 de junio de 1978.
La edición fue disputada por los todos los equipos de la temporada 1977–78.

## Fase previa
Cada equipo juega cuatro veces contra todos los demás de su grupo, cada fin de semana en el terreno de uno de ellos. Acceden a cuartos de final los dos primeros de cada grupo más los dos mejores terceros. Los partidos se disputaron entre el 21 de octubre y el 13 de noviembre de 1977.

### Grupo 1
| Pos. | Equipo         | Pts. | PJ | G  | E | P  | GF   | GC   | Dif. | Clasificación                                |
| ---- | -------------- | ---- | -- | -- | - | -- | ---- | ---- | ---- | -------------------------------------------- |
| 1    | Real Madrid CF | 36   | 12 | 12 | 0 | 0  | 1268 | 916  | +352 | Avanza a los cuartos de final                |
| 2    | CB Estudiantes | 19   | 12 | 6  | 1 | 5  | 1088 | 1085 | +3   | Avanza a los cuartos de final                |
| 3    | CB Askatuak    | 14   | 12 | 4  | 2 | 6  | 989  | 1079 | −90  | Posible clasificación a los cuartos de final |
| 4    | CD Basconia    | 1    | 12 | 0  | 1 | 11 | 869  | 1134 | −265 |                                              |

 Fuente: Linguasport
| Fin de semana 1 (Vitoria – CD Basconia) | Fin de semana 1 (Vitoria – CD Basconia) | Fin de semana 1 (Vitoria – CD Basconia) | Fin de semana 1 (Vitoria – CD Basconia) |
| Local                                   | Resultado                               | Visitante                               | Fecha                                   |
| Jornada 1                               | Jornada 1                               | Jornada 1                               | Jornada 1                               |
| --------------------------------------- | --------------------------------------- | --------------------------------------- | --------------------------------------- |
| CB Estudiantes                          | 94–88                                   | CB Askatuak                             | 21 de octubre                           |
| CD Basconia                             | 76–98                                   | Real Madrid CF                          | 21 de octubre                           |
| Jornada 2                               |                                         |                                         |                                         |
| Real Madrid CF                          | 117–76                                  | CB Askatuak                             | 22 de octubre                           |
| CD Basconia                             | 78–80                                   | CB Estudiantes                          | 22 de octubre                           |
| Jornada 3                               |                                         |                                         |                                         |
| Real Madrid CF                          | 113–103                                 | CB Estudiantes                          | 23 de octubre                           |
| CD Basconia                             | 71–101                                  | CB Askatuak                             | 23 de octubre                           |

| Fin de semana 2 (Madrid – CB Estudiantes) | Fin de semana 2 (Madrid – CB Estudiantes) | Fin de semana 2 (Madrid – CB Estudiantes) | Fin de semana 2 (Madrid – CB Estudiantes) |
| Local                                     | Resultado                                 | Visitante                                 | Fecha                                     |
| Jornada 1                                 | Jornada 1                                 | Jornada 1                                 | Jornada 1                                 |
| ----------------------------------------- | ----------------------------------------- | ----------------------------------------- | ----------------------------------------- |
| Real Madrid CF                            | 109–67                                    | CB Askatuak                               | 28 de octubre                             |
| CB Estudiantes                            | 107–72                                    | CD Basconia                               | 28 de octubre                             |
| Jornada 2                                 |                                           |                                           |                                           |
| CB Estudiantes                            | 90–126                                    | Real Madrid CF                            | 29 de octubre                             |
| CD Basconia                               | 73–73                                     | CB Askatuak                               | 29 de octubre                             |
| Jornada 3                                 |                                           |                                           |                                           |
| CB Estudiantes                            | 87–90                                     | CB Askatuak                               | 30 de octubre                             |
| Real Madrid CF                            | 87–63                                     | CD Basconia                               | 30 de octubre                             |

| Fin de semana 3 (San Sebastián – CB Askatuak) | Fin de semana 3 (San Sebastián – CB Askatuak) | Fin de semana 3 (San Sebastián – CB Askatuak) | Fin de semana 3 (San Sebastián – CB Askatuak) |
| Local                                         | Resultado                                     | Visitante                                     | Fecha                                         |
| Jornada 1                                     | Jornada 1                                     | Jornada 1                                     | Jornada 1                                     |
| --------------------------------------------- | --------------------------------------------- | --------------------------------------------- | --------------------------------------------- |
| CB Askatuak                                   | 79–94                                         | CB Estudiantes                                | 5 de noviembre                                |
| Real Madrid CF                                | 102–58                                        | CD Basconia                                   | 5 de noviembre                                |
| Jornada 2                                     |                                               |                                               |                                               |
| Real Madrid CF                                | 100–95                                        | CB Estudiantes                                | 6 de noviembre                                |
| CB Askatuak                                   | 82–67                                         | CD Basconia                                   | 6 de noviembre                                |
| Jornada 3                                     |                                               |                                               |                                               |
| CB Askatuak                                   | 80–103                                        | Real Madrid CF                                | 7 de noviembre                                |
| CB Estudiantes                                | 86–67                                         | CD Basconia                                   | 7 de noviembre                                |

| Fin de semana 4 (Madrid – Real Madrid CF) | Fin de semana 4 (Madrid – Real Madrid CF) | Fin de semana 4 (Madrid – Real Madrid CF) | Fin de semana 4 (Madrid – Real Madrid CF) |
| Local                                     | Resultado                                 | Visitante                                 | Fecha                                     |
| Jornada 1                                 | Jornada 1                                 | Jornada 1                                 | Jornada 1                                 |
| ----------------------------------------- | ----------------------------------------- | ----------------------------------------- | ----------------------------------------- |
| Real Madrid CF                            | 114–71                                    | CD Basconia                               | 11 de noviembre                           |
| CB Estudiantes                            | 82–82                                     | CB Askatuak                               | 11 de noviembre                           |
| Jornada 2                                 |                                           |                                           |                                           |
| Real Madrid CF                            | 105–66                                    | CB Estudiantes                            | 12 de noviembre                           |
| CB Askatuak                               | 100–88                                    | CD Basconia                               | 12 de noviembre                           |
| Jornada 3                                 |                                           |                                           |                                           |
| Real Madrid CF                            | 94–74                                     | CB Askatuak                               | 13 de noviembre                           |
| CB Estudiantes                            | 104–85                                    | CD Basconia                               | 13 de noviembre                           |

### Grupo 2
| Pos. | Equipo         | Pts. | PJ | G | E | P  | GF   | GC   | Dif. | Clasificación                                |
| ---- | -------------- | ---- | -- | - | - | -- | ---- | ---- | ---- | -------------------------------------------- |
| 1    | FC Barcelona   | 28   | 12 | 9 | 1 | 2  | 1121 | 942  | +179 | Avanza a los cuartos de final                |
| 2    | UDR Pineda     | 19   | 12 | 6 | 1 | 5  | 967  | 997  | −30  | Avanza a los cuartos de final                |
| 3    | CB Cotonificio | 19   | 12 | 6 | 1 | 5  | 986  | 1008 | −22  | Posible clasificación a los cuartos de final |
| 4    | UE Mataró      | 4    | 12 | 1 | 1 | 10 | 902  | 1029 | −127 |                                              |

 Fuente: Linguasport
| Fin de semana 1 (Mataró – UE Mataró) | Fin de semana 1 (Mataró – UE Mataró) | Fin de semana 1 (Mataró – UE Mataró) | Fin de semana 1 (Mataró – UE Mataró) |
| Local                                | Resultado                            | Visitante                            | Fecha                                |
| Jornada 1                            | Jornada 1                            | Jornada 1                            | Jornada 1                            |
| ------------------------------------ | ------------------------------------ | ------------------------------------ | ------------------------------------ |
| FC Barcelona                         | 91–83                                | UDR Pineda                           | 21 de octubre                        |
| UE Mataró                            | 72–93                                | CB Cotonificio                       | 21 de octubre                        |
| Jornada 2                            |                                      |                                      |                                      |
| UDR Pineda                           | 89–79                                | CB Cotonificio                       | 22 de octubre                        |
| UE Mataró                            | 81–97                                | FC Barcelona                         | 22 de octubre                        |
| Jornada 3                            |                                      |                                      |                                      |
| CB Cotonificio                       | 77–99                                | FC Barcelona                         | 23 de octubre                        |
| UE Mataró                            | 66–83                                | UDR Pineda                           | 23 de octubre                        |

| Fin de semana 2 (Badalona – CB Cotonificio) | Fin de semana 2 (Badalona – CB Cotonificio) | Fin de semana 2 (Badalona – CB Cotonificio) | Fin de semana 2 (Badalona – CB Cotonificio) |
| Local                                       | Resultado                                   | Visitante                                   | Fecha                                       |
| Jornada 1                                   | Jornada 1                                   | Jornada 1                                   | Jornada 1                                   |
| ------------------------------------------- | ------------------------------------------- | ------------------------------------------- | ------------------------------------------- |
| FC Barcelona                                | 106–83                                      | UE Mataró                                   | 28 de octubre                               |
| CB Cotonificio                              | 97–97                                       | UDR Pineda                                  | 28 de octubre                               |
| Jornada 2                                   |                                             |                                             |                                             |
| FC Barcelona                                | 91–88                                       | UDR Pineda                                  | 29 de octubre                               |
| CB Cotonificio                              | 91–79                                       | UE Mataró                                   | 29 de octubre                               |
| Jornada 3                                   |                                             |                                             |                                             |
| CB Cotonificio                              | 85–117                                      | FC Barcelona                                | 30 de octubre                               |
| UDR Pineda                                  | 80–75                                       | UE Mataró                                   | 30 de octubre                               |

| Fin de semana 3 (Pineda de Mar – UDR Pineda) | Fin de semana 3 (Pineda de Mar – UDR Pineda) | Fin de semana 3 (Pineda de Mar – UDR Pineda) | Fin de semana 3 (Pineda de Mar – UDR Pineda) |
| Local                                        | Resultado                                    | Visitante                                    | Fecha                                        |
| Jornada 1                                    | Jornada 1                                    | Jornada 1                                    | Jornada 1                                    |
| -------------------------------------------- | -------------------------------------------- | -------------------------------------------- | -------------------------------------------- |
| FC Barcelona                                 | 80–64                                        | UE Mataró                                    | 4 de noviembre                               |
| UDR Pineda                                   | 69–65                                        | CB Cotonificio                               | 4 de noviembre                               |
| Jornada 2                                    |                                              |                                              |                                              |
| FC Barcelona                                 | 99–72                                        | CB Cotonificio                               | 5 de noviembre                               |
| UDR Pineda                                   | 84–80                                        | UE Mataró                                    | 5 de noviembre                               |
| Jornada 3                                    |                                              |                                              |                                              |
| UDR Pineda                                   | 80–79                                        | FC Barcelona                                 | 6 de noviembre                               |
| CB Cotonificio                               | 76–64                                        | UE Mataró                                    | 6 de noviembre                               |

| Fin de semana 4 (Barcelona – FC Barcelona) | Fin de semana 4 (Barcelona – FC Barcelona) | Fin de semana 4 (Barcelona – FC Barcelona) | Fin de semana 4 (Barcelona – FC Barcelona) |
| Local                                      | Resultado                                  | Visitante                                  | Fecha                                      |
| Jornada 1                                  | Jornada 1                                  | Jornada 1                                  | Jornada 1                                  |
| ------------------------------------------ | ------------------------------------------ | ------------------------------------------ | ------------------------------------------ |
| UE Mataró                                  | 90–72                                      | UDR Pineda                                 | 10 de noviembre                            |
| FC Barcelona                               | 80–82                                      | CB Cotonificio                             | 10 de noviembre                            |
| Jornada 2                                  |                                            |                                            |                                            |
| UDR Pineda                                 | 73–80                                      | CB Cotonificio                             | 11 de noviembre                            |
| FC Barcelona                               | 78–78                                      | UE Mataró                                  | 11 de noviembre                            |
| Jornada 3                                  |                                            |                                            |                                            |
| UE Mataró                                  | 70–89                                      | CB Cotonificio                             | 12 de noviembre                            |
| FC Barcelona                               | 104–68                                     | UDR Pineda                                 | 12 de noviembre                            |

### Grupo 3
| Pos. | Equipo                    | Pts. | PJ | G  | E | P | GF   | GC   | Dif. | Clasificación                                |
| ---- | ------------------------- | ---- | -- | -- | - | - | ---- | ---- | ---- | -------------------------------------------- |
| 1    | Club Joventut de Badalona | 36   | 12 | 12 | 0 | 0 | 1218 | 944  | +274 | Avanza a los cuartos de final                |
| 2    | CD Manresa                | 12   | 12 | 4  | 0 | 8 | 1042 | 1134 | −92  | Avanza a los cuartos de final                |
| 3    | CB Areslux Granollers     | 12   | 12 | 4  | 0 | 8 | 1036 | 1094 | −58  | Posible clasificación a los cuartos de final |
| 4    | CB L'Hospitalet           | 12   | 12 | 4  | 0 | 8 | 949  | 1073 | −124 |                                              |

 Fuente: Linguasport
| Fin de semana 1 (Granollers – CB Areslux Granollers) | Fin de semana 1 (Granollers – CB Areslux Granollers) | Fin de semana 1 (Granollers – CB Areslux Granollers) | Fin de semana 1 (Granollers – CB Areslux Granollers) |
| Local                                                | Resultado                                            | Visitante                                            | Fecha                                                |
| Jornada 1                                            | Jornada 1                                            | Jornada 1                                            | Jornada 1                                            |
| ---------------------------------------------------- | ---------------------------------------------------- | ---------------------------------------------------- | ---------------------------------------------------- |
| Club Joventut de Badalona                            | 92–73                                                | CB L'Hospitalet                                      | 21 de octubre                                        |
| CB Areslux Granollers                                | 98–86                                                | CD Manresa                                           | 21 de octubre                                        |
| Jornada 2                                            |                                                      |                                                      |                                                      |
| CB Areslux Granollers                                | 82–76                                                | CB L'Hospitalet                                      | 22 de octubre                                        |
| CD Manresa                                           | 85–108                                               | Club Joventut de Badalona                            | 22 de octubre                                        |
| Jornada 3                                            |                                                      |                                                      |                                                      |
| CB Areslux Granollers                                | 93–101                                               | Club Joventut de Badalona                            | 23 de octubre                                        |
| CB L'Hospitalet                                      | 91–83                                                | CD Manresa                                           | 23 de octubre                                        |

| Fin de semana 2 (Manresa – CD Manresa) | Fin de semana 2 (Manresa – CD Manresa) | Fin de semana 2 (Manresa – CD Manresa) | Fin de semana 2 (Manresa – CD Manresa) |
| Local                                  | Resultado                              | Visitante                              | Fecha                                  |
| Jornada 1                              | Jornada 1                              | Jornada 1                              | Jornada 1                              |
| -------------------------------------- | -------------------------------------- | -------------------------------------- | -------------------------------------- |
| Club Joventut de Badalona              | 112–76                                 | CB Areslux Granollers                  | 28 de octubre                          |
| CD Manresa                             | 107–75                                 | CB L'Hospitalet                        | 28 de octubre                          |
| Jornada 2                              |                                        |                                        |                                        |
| Club Joventut de Badalona              | 96–59                                  | CB L'Hospitalet                        | 29 de octubre                          |
| CD Manresa                             | 94–93                                  | CB Areslux Granollers                  | 29 de octubre                          |
| Jornada 3                              |                                        |                                        |                                        |
| CD Manresa                             | 92–124                                 | Club Joventut de Badalona              | 30 de octubre                          |
| CB L'Hospitalet                        | 92–91                                  | CB Areslux Granollers                  | 30 de octubre                          |

| Fin de semana 3 (Hospitalet de Llobregat – CB L'Hospitalet) | Fin de semana 3 (Hospitalet de Llobregat – CB L'Hospitalet) | Fin de semana 3 (Hospitalet de Llobregat – CB L'Hospitalet) | Fin de semana 3 (Hospitalet de Llobregat – CB L'Hospitalet) |
| Local                                                       | Resultado                                                   | Visitante                                                   | Fecha                                                       |
| Jornada 1                                                   | Jornada 1                                                   | Jornada 1                                                   | Jornada 1                                                   |
| ----------------------------------------------------------- | ----------------------------------------------------------- | ----------------------------------------------------------- | ----------------------------------------------------------- |
| Club Joventut de Badalona                                   | 108–76                                                      | CD Manresa                                                  | 4 de noviembre                                              |
| CB L'Hospitalet                                             | 84–81                                                       | CB Areslux Granollers                                       | 4 de noviembre                                              |
| Jornada 2                                                   |                                                             |                                                             |                                                             |
| Club Joventut de Badalona                                   | 82–81                                                       | CB Areslux Granollers                                       | 5 de noviembre                                              |
| CB L'Hospitalet                                             | 74–92                                                       | CD Manresa                                                  | 5 de noviembre                                              |
| Jornada 3                                                   |                                                             |                                                             |                                                             |
| CB L'Hospitalet                                             | 70–86                                                       | Club Joventut de Badalona                                   | 6 de noviembre                                              |
| CB Areslux Granollers                                       | 98–97                                                       | CD Manresa                                                  | 6 de noviembre                                              |

| Fin de semana 4 (Badalona – Club Joventut de Badalona) | Fin de semana 4 (Badalona – Club Joventut de Badalona) | Fin de semana 4 (Badalona – Club Joventut de Badalona) | Fin de semana 4 (Badalona – Club Joventut de Badalona) |
| Local                                                  | Resultado                                              | Visitante                                              | Fecha                                                  |
| Jornada 1                                              | Jornada 1                                              | Jornada 1                                              | Jornada 1                                              |
| ------------------------------------------------------ | ------------------------------------------------------ | ------------------------------------------------------ | ------------------------------------------------------ |
| Club Joventut de Badalona                              | 107–73                                                 | CD Manresa                                             | 11 de noviembre                                        |
| CB L'Hospitalet                                        | 96–78                                                  | CB Areslux Granollers                                  | 11 de noviembre                                        |
| Jornada 2                                              |                                                        |                                                        |                                                        |
| Club Joventut de Badalona                              | 108–86                                                 | CB L'Hospitalet                                        | 12 de noviembre                                        |
| CB Areslux Granollers                                  | 85–80                                                  | CD Manresa                                             | 12 de noviembre                                        |
| Jornada 3                                              |                                                        |                                                        |                                                        |
| Club Joventut de Badalona                              | 94–80                                                  | CB Areslux Granollers                                  | 13 de noviembre                                        |
| CD Manresa                                             | 77–73                                                  | CB L'Hospitalet                                        | 13 de noviembre                                        |

### Clasificación de los terceros clasificados
| Pos. | Grp. | Equipo                | Pts. | PJ | G | E | P | GF   | GC   | Dif. | Clasificación                 |
| ---- | ---- | --------------------- | ---- | -- | - | - | - | ---- | ---- | ---- | ----------------------------- |
| 1    | G2   | CB Cotonificio        | 19   | 12 | 6 | 1 | 5 | 986  | 1008 | −22  | Avanza a los cuartos de final |
| 2    | G1   | CB Askatuak           | 14   | 12 | 4 | 2 | 6 | 989  | 1079 | −90  | Avanza a los cuartos de final |
| 3    | G3   | CB Areslux Granollers | 12   | 12 | 4 | 0 | 8 | 1036 | 1094 | −58  |                               |

 Fuente: Linguasport

## Cuartos de final
Los partidos de ida se jugaron el 6, 7 y 9 de mayo y los partidos de vuelta los días 13 y 14 de mayo.
| Equipo 1                  | Agr.    | Equipo 2       | Ida    | Vuelta |
| ------------------------- | ------- | -------------- | ------ | ------ |
| UDR Pineda                | 162–230 | FC Barcelona   | 87–112 | 75–118 |
| CB Estudiantes            | 191–186 | CD Manresa     | 98–80  | 93–106 |
| Club Joventut de Badalona | 190–181 | CB Askatuak    | 93–90  | 97–91  |
| CB Cotonificio            | 161–260 | Real Madrid CF | 86–137 | 75–123 |

## Semifinales
Los partidos de ida se jugaron el 22 y 23 de abril y los de vuelta el 25 y 26 de abril.
| Equipo 1                  | Agr.    | Equipo 2       | Ida    | Vuelta  |
| ------------------------- | ------- | -------------- | ------ | ------- |
| FC Barcelona              | 241–182 | CB Estudiantes | 123–86 | 118–96  |
| Club Joventut de Badalona | 211–218 | Real Madrid CF | 102–86 | 109–132 |

## Final
Se guardó un minuto de silencio antes del partido en memoria de don Santiago Bernabéu, recientemente fallecido.
| 4 de junio de 1978, 12:30 | FC Barcelona                       | 103–96                             | Real Madrid                        | |  |
| 12:30 GTM+1               | Marcador por tiempos: 46–46, 57–50 | Marcador por tiempos: 46–46, 57–50 | Marcador por tiempos: 46–46, 57–50 | |  |
|                           | Estadísticas Bob Guyette 31        | Pts                                | Estadísticas Wayne Brabender 30    | Pabellón: Palacio de Deportes de Zaragoza, Zaragoza Asistencia: 4,000 espectadores Árbitros: José Marcé Francisco Cardalda |  |

| Campeón de la Copa del Rey 1978 |
| ------------------------------- |
| FC Barcelona 8.º título         |